# 김기만 (아나운서)
김기만(金基萬, 1974년 7월 14일 ~ )은 대한민국의 아나운서이다.

## 학력
- 서울 자양고등학교 졸업
- 연세대학교 체육교육학 학사 졸업
- 서울대학교 대학원 스포츠 사회학 석사 졸업

## 경력
- 2001년 10월 ~ : KBS 아나운서실 아나운서
- 2020년 8월 31일 ~ 2020년 10월 4일 : KBS창원방송총국 근무
- 2020년 10월 5일 : KBS 아나운서실 아나운서 차장

## 방송
| 연도        | 방송사        | 제목                     | 담당           | 비고                                                                                               |
| ----------- | ------------- | ------------------------ | -------------- | -------------------------------------------------------------------------------------------------- |
| 2002 ~ 2003 | KBS1          | KBS 마감뉴스             | 진행           | |
| 2003 ~ 2004 | KBS1          | 주주클럽                 | 진행           | 2003년 11월 8일 ~ 2004년 10월 30일                                                                 |
| 2003 ~ 2004 | KBS1          | 쏙쏙 어린이 경제나라     | 진행           | 2003년 11월 7일 ~ 2004년 10월 29일                                                                 |
| 2004 ~ 2005 | KBS1          | 열려라 동요세상          | 진행           | 2004년 11월 6일 ~ 2005년 4월 30일                                                                  |
| 2005 ~ 2006 | KBS2          | 토요 영화탐험            | 진행           | 2005년 1월 15일 ~ 2006년 11월 18일                                                                 |
| 2003 ~ 2006 | KBS2          | 연예가중계               | 리포터         | 2003년 11월 8일 ~ 2006년 3월 11일                                                                  |
| 2006 ~ 2008 | KBS2          | 좋은나라 운동본부        | 진행           | 2006년 11월 24일 ~ 2008년 3월 28일                                                                 |
| 2008        | SBS           | 타짜                     | 특별출연       | 라디오 목소리 역                                                                                   |
| 2008 ~ 2009 | MBC           | 하얀 거짓말              | 특별출연       | MC 역                                                                                              |
| 2008 ~ 2009 | MBC           | 사랑해, 울지마           | 특별출연       | 라디오 퀴즈진행자 역                                                                               |
| 2008 ~ 2009 | SBS           | 아내의 유혹              | 특별출연       | 라디오 MC 역                                                                                       |
| 2009        | KBS           | 솔약국집 아들들          | 특별출연       | |
| 2009        | MBC           | 신데렐라맨               | 출연           | 진행 역                                                                                            |
| 2009        | MBC           | 내조의 여왕              | 특별출연       | MC 아나운서                                                                                        |
| 2009        | KBS           | 남자 이야기              | 특별출연       | 라디오 진행자 역                                                                                   |
| 2009        | SBS           | 녹색마차                 | 특별출연       | 라디오 진행자 역                                                                                   |
| 2009        | SBS           | 천사의 유혹              | 특별출연       | 라디오 DJ 역                                                                                       |
| 2009 ~ 2010 | MBC           | 지붕 뚫고 하이킥         | 특별출연       | 라디오 MC 역                                                                                       |
| 2009 ~ 2010 | SBS           | 망설이지마               | 특별출연       | 라디오 진행자 역                                                                                   |
| 2010        | SBS           | 당돌한 여자              | 특별출연       | 라디오 목소리 역                                                                                   |
| 2010        | SBS           | 제중원                   | 특별출연       | 라디오 MC 역                                                                                       |
| 2010        | SBS           | 자이언트                 | 특별출연       | 라디오 DJ 역                                                                                       |
| 2011        | KBS           | 가시나무새               | 특별출연       | 라디오 MC 역                                                                                       |
| 2010 ~ 2011 | KBS1          | 러브 인 아시아           | 진행           | 2010년 5월 18일 ~ 2011년 5월 3일                                                                   |
| 2010        | KBS1          | 행복한 교실              | 진행           | |
| 2011~2012   | SBS           | 태양의 신부              | 특별출연       | 라디오 DJ 역                                                                                       |
| 2011~2012   | KBS 1라디오   | 생방송 토요일 아침입니다 | 진행           | |
| 2011~2012   | KBS 1라디오   | 생방송 일요일 아침입니다 | 진행           | |
| 2012 ~ 2013 | KBS1          | 스카우트                 | 진행           | 2012년 5월 30일 ~ 2013년 10월 27일                                                                 |
| 2014 ~ 2015 | KBS1          | 스카우트                 | 진행           | 2014년 8월 17일 ~ 2015년 3월 15일                                                                  |
| 2013 ~ 2014 | KBS 1라디오   | 라디오 전국일주          | 진행           | 2013년 4월 8일 ~ 2014년 12월 31일                                                                  |
| 2013        | KBS2          | 스포츠타임               | 진행           | 2013년 10월 21일 ~ 12월 27일                                                                       |
| 2013        | SBS           | 못난이 주의보            | 특별출연       | 김경태 역                                                                                          |
| 2015        | KBS1          | 내일을 부탁해            | 진행           | 2015년 7월 4일 ~ 8월 29일                                                                          |
| 2015 ~ 2021 | SBS           | 불타는 청춘              | 진행           | |
| 2016 ~ 2018 | KBS2          | 지구촌 뉴스              | 첫진행         | 2016년 4월 25일 ~ 2018년 9월 14일                                                                  |
| 2020 ~ 2023 | KBS2          | 지구촌 뉴스              | 재진행         | 2020년 10월 5일 ~ 2023년 2월 9일                                                                   |
| 2018        | KBS 제1라디오 | 경제투데이               | 임시 진행      | 2018년 2월 26일 ~ 3월 2일                                                                          |
| 2018        | KBS 제1라디오 | 경제세미나               | 임시 진행      | 2018년 3월 3일                                                                                     |
| 2018 ~      | KBS 제1라디오 | 국민과 함께 국군과 함께  | 진행           | |
| 2016 ~ 2017 | KBS1          | 튼튼 생활체조            | 출연           | |
| 2019        | KBS2          | KBS 아침뉴스타임         | 임시 진행      | 2019년 8월 21일 ~ 23일                                                                             |
| 2021        | KBS2          | KBS 아침뉴스타임         | 임시 진행      | 2021년 4월 19일                                                                                    |
| 2020        | KBS1 경남     | KBS 뉴스 7 경남          | 임시 보조 진행 | |
| 2023        | KBS2          | KBS 3시 뉴스타임         | 임시 진행      | 2023년 6월 21일 ~ 23일                                                                             |
| 2023 ~      | KBS 제3라디오 | 함께하는 세상 만들기     | 진행           | |
| 2024, 2025  | KBS 제1라디오 | 김기만의 경제쇼          | 임시 진행      | 2024년 8월 19일 ~ 23일, 2024년 12월 16일 ~ 25일, 2025년 2월 27일 ~ 28일, 2025년 7월 28일 ~ 8월 6일 |

## 사건
2011년 5월 7일 밤 9시 38분경에, 서울 강변북로에서 구리 방향으로 자신의 BMW 차량을 운전하던 도중에 한강대교 근처에서 서울마포경찰서에 음주운전으로 적발되었다. 음주측정 결과 혈중 알코올 농도 0.172%의 만취 상태로 도로교통법상 운전면허 취소 기준인 0.1%를 넘어 면허가 취소되었고, 5월 9일자로 불구속 입건되었다. 이 사건으로 인해 KBS는 무기한 방송 출연금지라는 중징계를 내렸으며 당시 진행하던 러브 인 아시아, 행복한 교실에서 하차하였고, 5월 12일에 방송된 해피투게더에서도 단독 등장 분량과 멘트가 편집되었다. 이 사건 이후 울산으로 내려갔다.
KBS 김기만 아나운서가 심장이 멎은 60대 남성을 응급조치로 살려냈던 사실이 전해졌다. 김기만 아나운서는 2017년 9월 아차산 등산 도중, 산 정상에서 쓰러져 있는 60대 남성을 발견했다. 김기만 아나운서는 119에 전화를 건 후 구조대원들이 도착하기 전 소방본부와의 영상 통화를 통해 응급 지도를 받아 30분간 심폐소생술을 진행했다. 이후 구조대원들이 도착했고, 병원으로 옮겨진 60대 남성은 사흘 만에 의식을 되찾았다. 김기만 아나운서는 이후 KBS와의 인터뷰를 통해 "심폐소생술을 처음 해봤다. 의사나 전문가가 아니기에 어떤 상태인지 가늠이 안 돼 무서웠지만, 지시에 따라서 하니 의식이 돌아오는 게 느껴져 더 열심히 하게 됐다"고 당시의 상황을 전했다. 김기만 아나운서는 응급 의료 활동으로 심정지 환자의 귀중한 인명을 소생시킨 공로가 인정돼 9월 26일 소방재난본부장의 '하트 세이버(Heart Saver)' 인증서를 받았다.